# Сладковский, Михаил Иосифович
Михаи́л Ио́сифович Сладко́вский (8 ноября 1906, станция Клюквенная, Красноярский край — 25 сентября 1985, Москва) — советский экономист-востоковед и китаевед, член-корреспондент АН СССР (1972). Основные работы по экономике Китая и других стран Дальнего Востока. Директор Института Дальнего Востока АН СССР (1966—1985), первый.
По свидетельству доктора исторических наук, профессора Олега Рахманина: "Он долго был на партийной работе, потом перешел на научную... Это был подлинный коммунист и выдающийся ученый". В 1925-1926 годах с ним познакомился Чэнь Юнь.

## Награды
- два ордена Ленина (31.07.1958).
- Орден Октябрьской Революции.
- три ордена Трудового Красного знамени (08.09.1945)

## Основные работы
- Сладковский М. И. Китай—основные проблемы истории, экономики, идеологии. — М.: Мысль, 1977. — 225 с.
- Новейшая история Китая. / Институт Дальнего Востока (Академия наук СССР). Гл. ред. Сладковский М. И. — Наука. Глав. ред. восточной лит-ры, 1983. — 398 с.
- Сладковский М. И. Знакомство с Китаем и китайцами. — М.: Мысль, 1984. — 381 с.